# Cephalanthera cucullata
Cephalanthera cucullata är en orkidéart som beskrevs av Pierre Edmond Boissier och Theodor Heinrich von Heldreich. Cephalanthera cucullata ingår i släktet skogsliljor, och familjen orkidéer. IUCN kategoriserar arten globalt som starkt hotad. Inga underarter finns listade i Catalogue of Life.